# Ala I Flavia Singularium

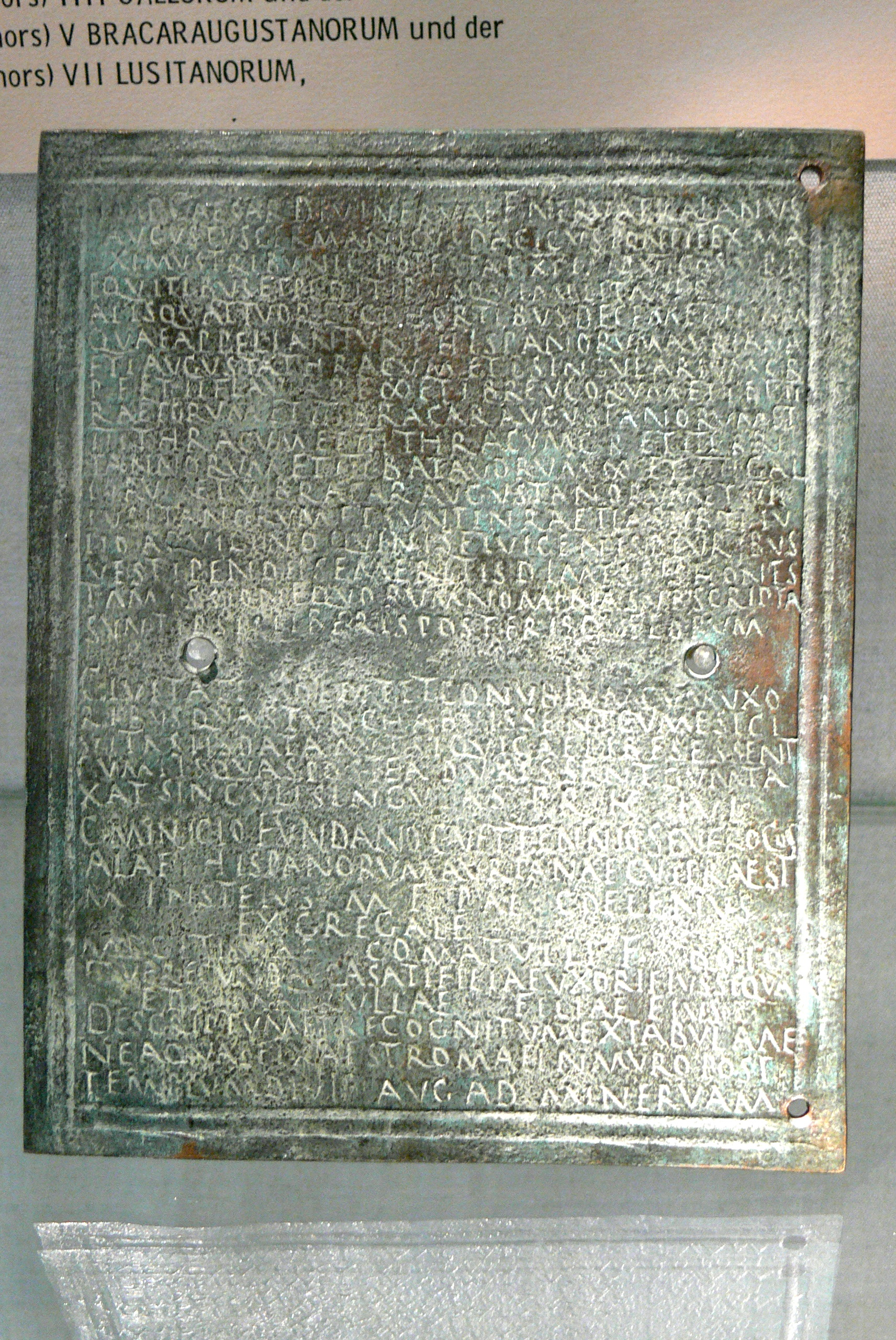
Das Militärdiplom des Mogetissa vom 30. Juni 107 n. Chr.

Die Ala I Flavia Singularium [civium Romanorum] [pia fidelis] (deutsch „1. Ala die Flavische der Gardesoldaten [der römischen Bürger] [loyal und treu]“) war eine römische Auxiliareinheit. Sie ist durch Militärdiplome, Inschriften und Ziegelstempel belegt. Bis auf zwei Ausnahmen wird sie in den Diplomen und Inschriften als Ala I Singularium bezeichnet.

## Namensbestandteile
- Flavia: die Flavische. Die Ehrenbezeichnung bezieht sich auf die flavischen Kaiser Vespasian, Titus oder Domitian. Der Zusatz kommt in dem Militärdiplom von 166 und der Inschrift (Wagner 2, 72) vor.

- Singularium: der Gardesoldaten.

- civium Romanorum: der römischen Bürger. Den Soldaten der Einheit war das römische Bürgerrecht zu einem bestimmten Zeitpunkt verliehen worden. Für Soldaten, die nach diesem Zeitpunkt in die Einheit aufgenommen wurden, galt dies aber nicht. Sie erhielten das römische Bürgerrecht erst mit ihrem ehrenvollen Abschied (Honesta missio) nach 25 Dienstjahren. Der Zusatz kommt in den meisten Militärdiplomen und den Inschriften (AE 1961, 358, CIL 3, 11909, CIL 3, 12053, CIL 5, 875) vor.

- pia fidelis: loyal und treu. Domitian (81–96) verlieh den ihm treu gebliebenen römischen Streitkräften in Germania inferior nach der Niederschlagung des Aufstands von Lucius Antonius Saturninus die Ehrenbezeichnung pia fidelis Domitiana.[1][A 1] Der Zusatz kommt in mehreren Militärdiplomen und den Inschriften (CIL 3, 5912, CIL 3, 11909) vor.

Da es keine Hinweise auf den Namenszusatz milliaria (1000 Mann) gibt, war die Einheit eine Ala quingenaria. Die Sollstärke der Ala lag bei 480 Mann, bestehend aus 16 Turmae mit jeweils 30 Reitern.

## Geschichte
Die Ala war in den Provinzen Germania und Raetia (in dieser Reihenfolge) stationiert. Sie ist auf Militärdiplomen für die Jahre 78 bis 167/168 n. Chr. aufgeführt.
Der erste Beleg für eine Ala Singularium findet sich bei Tacitus, der diese Einheit mit ihrem Präfekten Iulius Briganticus in seinen Historiae (Buch IV, Kapitel 70) im Zusammenhang mit Ereignissen des Vierkaiserjahrs erwähnt. Die Einheit wurde vermutlich durch Vitellius aufgestellt. Iulius Briganticus wechselte mit seiner Einheit auf die Seite von Vespasian, wofür die Ala später von Vespasian die Ehrenbezeichnung Flavia erhielt.
Durch ein Diplom ist die Einheit erstmals 78 in der Provinz Germania nachgewiesen. In dem Diplom wird die Ala als Teil der Truppen aufgeführt (siehe Römische Streitkräfte in Germania), die in der Provinz stationiert waren. Weitere Diplome, die auf 90 datiert sind, belegen die Einheit in der Provinz Germania superior.
Zu einem unbestimmten Zeitpunkt wurde die Ala in die Provinz Raetia verlegt, wo sie erstmals durch ein Diplom nachgewiesen ist, das auf 107 datiert ist. In dem Diplom wird die Ala als Teil der Truppen aufgeführt (siehe Römische Streitkräfte in Raetia), die in der Provinz stationiert waren. Weitere Diplome, die auf 116 bis 167/168 datiert sind, belegen die Einheit in derselben Provinz.
Die Ala war bis in die Mitte des 3. Jhd. in Raetia stationiert. Sie ging vermutlich aufgrund von Germaneneinfällen um 254 unter.

## Standorte
Standorte der Ala in Raetia waren möglicherweise:
- Celeusum (Pförring): Die Inschrift von Aelius Bassianus wurde hier gefunden.

Ziegel mit dem Stempel AL I SING (CIL 3, 11995) wurden in Regensburg gefunden.

## Angehörige der Ala
Folgende Angehörige der Ala sind bekannt:

### Kommandeure
| - Ael(ius) Bassianus, ein Präfekt (CIL 3, 11909) - Gaius Minicius Italus, ein Präfekt (CIL 3, 12053, CIL 5, 875, CIL 14, 4456). Er war auch Präfekt der Cohors I Breucorum, der Cohors V Gallorum und der Cohors II Varcianorum. - Iulius Briganticus, ein Präfekt | - L(ucius) E[] Gallicus: er wird auf den beiden Diplomen von 139 als Kommandeur der Ala genannt. - L(ucius) Marci[us] Avit[us], ein Präfekt (AE 1961, 358). Er war auch Präfekt der Cohors I Syrorum. - Lucius Pompeius Faventinus, ein Präfekt - P(ublius) Comi[nius] Cle[mens], ein Präfekt (AE 1890, 151). Er war auch Präfekt der Cohors V Lingonum. |

### Sonstige
| - []ius, ein Imaginifer (CIL 3, 13544) - [] [D]ecoratus, ein Soldat: eines der Diplome von 139 (RMD 5, 386) wurde für ihn ausgestellt. - Aelius Sever[us], ein Decurio (CIL 5, 8660) - Ianuarius, ein Reiter (BVbl-1995-205) - L(ucius) Marcius Maternus, ein Reiter und Decurio (AE 1961, 358, AE 1961, 359) | - M(arcus) Vir(ius) Marcellus, ein Decurio (CIL 3, 5938) - [Pe]tron(ius) Iulianus, ein Decurio (CIL 5, 8660) - Saturninus, ein Decurio (BVbl-1995-205) - T(itus) Fl(avius) Patern[u]s, ein Veteran (Wagner 2, 72) |

## Weitere Alae mit der BezeichnungAla Singularium
Es gab noch zwei weitere Alae mit der Bezeichnung Singularium:
- die Ala Flavia Praetoria Singularium. Sie ist durch Militärdiplome von 88 bis 153 belegt und war in den Provinzen Syria und Moesia superior stationiert.
- die Ala I Ulpia Singularium. Sie ist durch Diplome von 153 bis 156/157 belegt und war in der Provinz Syria stationiert.